# Seznam angleških telovadcev
Seznam angleških telovadcev.

## C
- Imogen Cairns
- Shavahn Church

## R
- Annika Reeder

## T
- Beth Tweddle

[[Kategorija:Seznami {{{1}}}]]